# Hijab

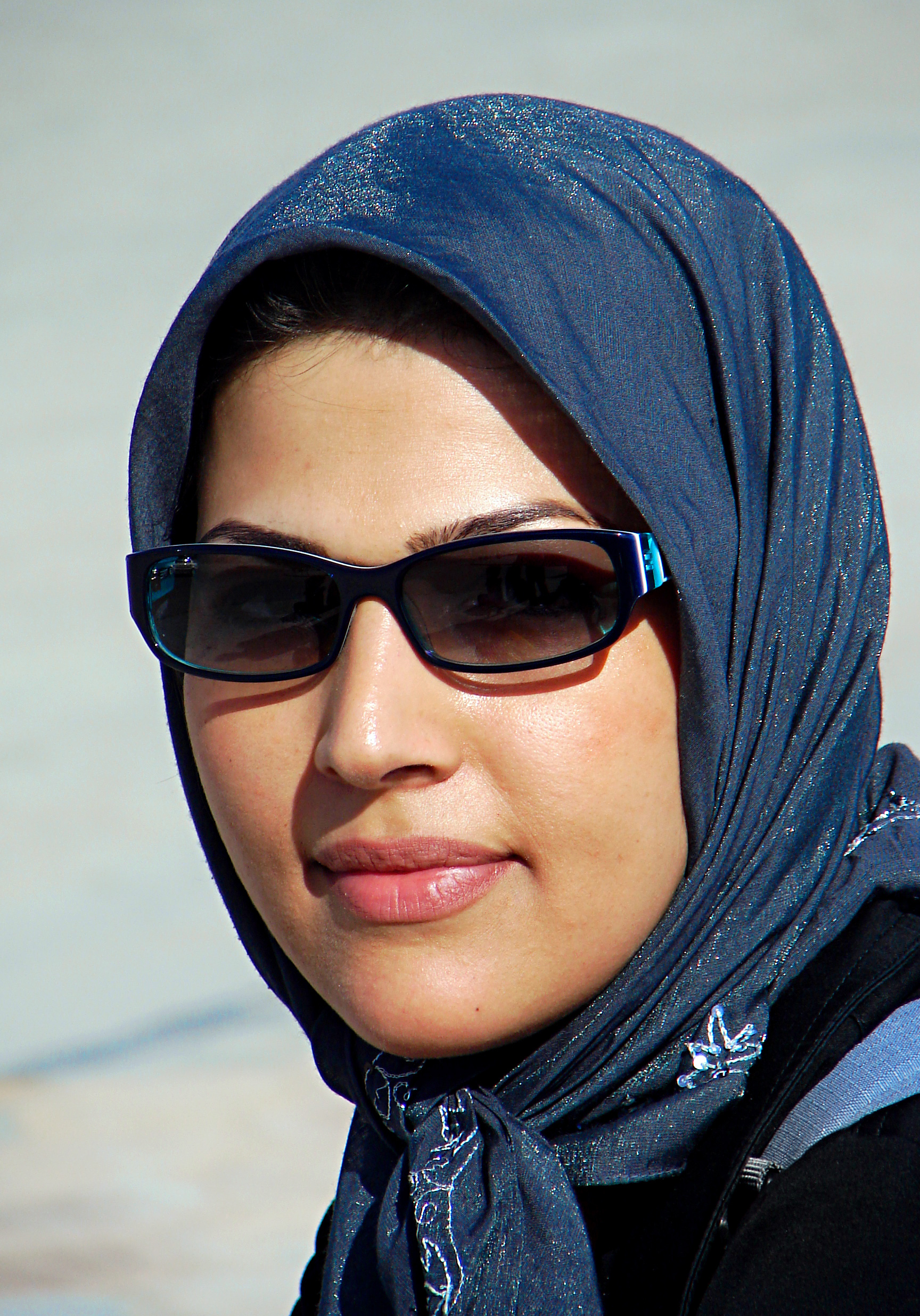
Noia amb hijab

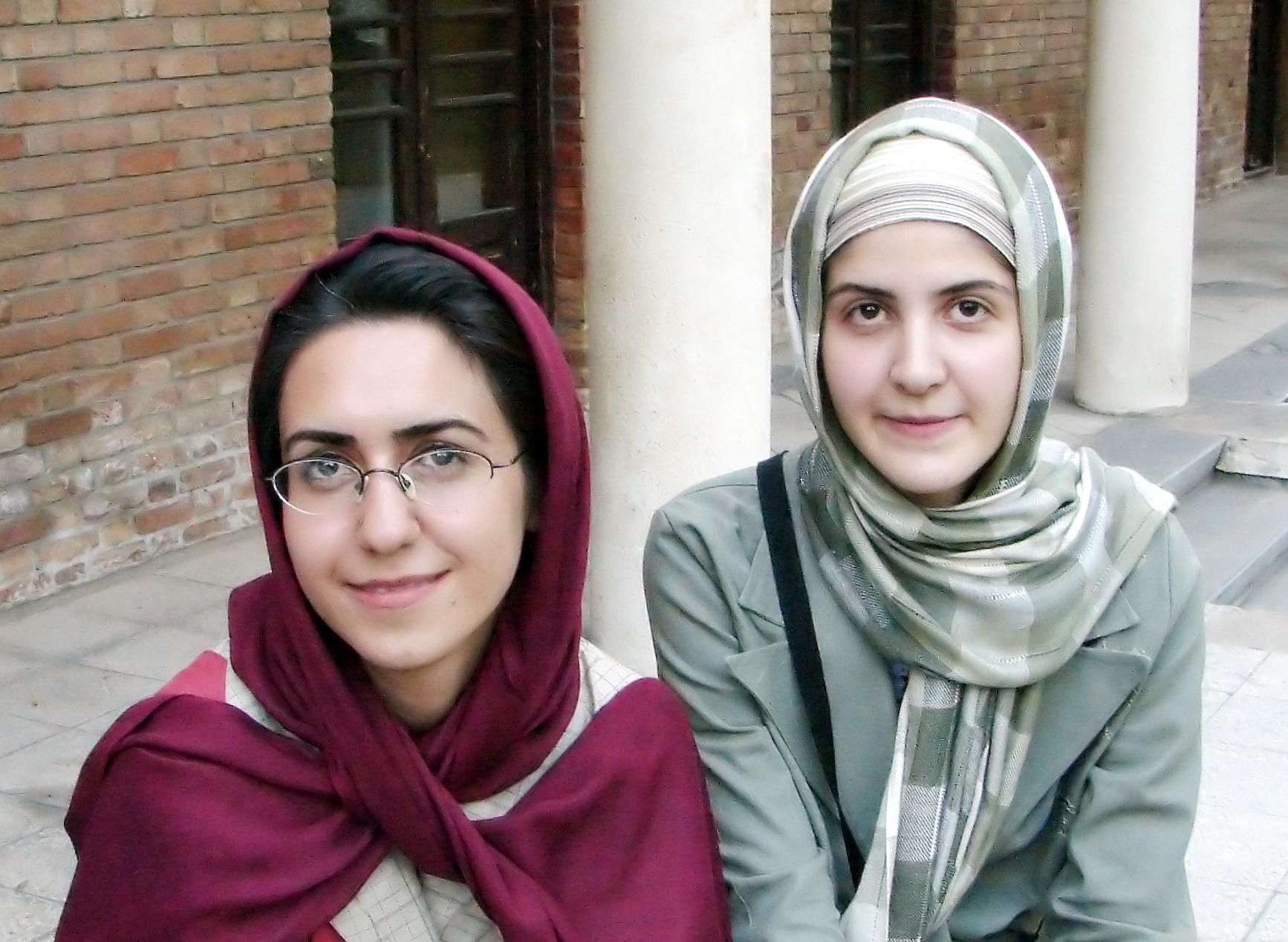
Noies iranianes amb hijab

El hijab (àrab: حجاب, ḥijāb), també anomenat mocador islàmic o vel islàmic, és un mocador que, en molts països de cultura musulmana, les dones es posen al cap per cobrir-se els cabells i el coll quan estan en públic. És el vel més usat entre les dones musulmanes d'arreu del món, també a Europa.
L'ús del hijab varia segons la zona, en alguns indrets és obligatori com a part de la xaria o llei islàmica (com a l'Iran o a l'Aràbia Saudita), mentre que en d'altres està restringit a esferes privades (Turquia, França) i en d'altres és opcional (Marroc). El seu ús està creixent en diferents països occidentals (és a dir, culturalment no islàmics) com a símbol d'identitat afegit.

## Origen
El hijab es troba fonamentat en l'Alcorà, en què s'exhorta a la modèstia: els homes han d'abaixar la mirada i les dones cobrir la seva bellesa en públic, cobrint els pits enfront dels homes quan no estan davant del seu marit o de nens petits. El vel islàmic, el van portar amb aquest significat, en primer lloc, les esposes de Mahoma i les dones musulmanes van començar a imitar-les adaptant la indumentària tradicional fins a la generalització del vel entre les creients. El terme hijab, però, no apareix en cap fragment de l'Alcorà.
L'evidència disponible suggereix que el vel no va ser introduït a Aràbia pel profeta Mahoma, sinó que ja existia allà, sobretot a les ciutats, encara que probablement no estava tan estès com als països veïns com Síria i Palestina. De manera similar a la pràctica entre grecs, romans, jueus i assiris, el seu ús estava associat a un alt estatus social. En els primers textos islàmics, el terme hijab no distingeix entre vel i reclusió, i pot significar "vel" o "cortina". Això és en gran part perquè khimar, la paraula literal per al mocador, s'utilitzava per referir-se a la portada amb més freqüència que el terme hijab en aquell moment. Els únics versos de l'Alcorà que fan referència específicament a la roba femenina són aquells que promouen la modèstia, que indiquen a les dones que observen el jilbab, guarden les seves parts íntimes i es dibuixen el mocador sobre la zona del pit en presència d'homes. La comprensió contemporània del hijab es remunta a Hadith quan el "vers del hijab" va baixar sobre la comunitat l'any 627 dC. Ara documentat a Sura 33:53, el vers diu: «I quan demaneu alguna cosa [a les seves dones], demaneu-los des de darrere d'un envà. Això és més pur per als vostres cors i els seus cors». A mesura que augmentava la influència del profeta Mahoma, va entretenir més i més visitants a la mesquita, que aleshores era la seva llar. Sovint, aquests visitants passaven la nit a pocs metres dels apartaments de les seves dones. S'entén comunament que aquest vers tenia la intenció de protegir les seves dones d'aquests estranys.

### Món musulmà
La tradició de velar els cabells a la cultura persa té orígens antics preislàmics, però el govern de Reza I de l'Iran va acabar amb el costum generalitzat l'any 1936, ja que es considerava que el hijab era incompatible amb la modernització i va ordenar l'acte de desvelar o hijab Kashf-e. En alguns casos, la policia va detenir dones que portaven el vel i se'l retirava per la força. Aquestes polítiques van comptar amb el suport popular però van indignar els clergues xiïtes, als quals aparèixer en públic sense la seva cobertura equival a la nuesa. Algunes dones es van negar a sortir de casa per por de ser atacades per la policia de Reza Shah. L'any 1941 s'abandona l'element obligatori de la política de descoberta.
Turquia havia prohibit els mocadors a les universitats fins fa poc. El 2008, el govern turc va intentar aixecar la prohibició dels mocadors musulmans a les universitats, però va ser anul·lat pel Tribunal Constitucional del país. El desembre de 2010, però, el govern turc va posar fi a la prohibició del mocador a les universitats i escoles. La prohibició dels funcionaris continua vigent.
A Tunísia, el 1981 es va prohibir a les dones portar el hijab a les oficines estatals; a les dècades de 1980 i 1990, es van establir més restriccions.
El juny de 2024, el parlament de Tadjikistan va aprovar un projecte de llei que prohibia la roba estrangera i les celebracions religioses per als nens durant les festes islàmiques d’Eid al-Fitr i Eid al-Adha. La cambra alta, Majlisi Milli, va aprovar la legislació el 19 de juny, després de l'aprovació de la cambra baixa, Majlisi Namoyandagon, el 8 de maig. El projecte de llei apunta específicament al hijab, un mocador islàmic tradicional. Aquesta formalització de les restriccions arriba després d'anys que el Tadjikistan descoratjava extraoficialment la roba islàmica, com ara mocadors i barbes espeses. L'any 2007, el Ministeri d'Educació va prohibir tant la roba islàmica com les minifaldilles d'estil occidental a les escoles, una política que més tard es va estendre a totes les institucions públiques. El ministre de Cultura, Shamsiddin Orumbekzoda, va dir a Radio Free Europe que el vestit islàmic era realment perillós. Segons lleis anteriors, les dones que porten hijab ja tenen prohibit l'entrada a les oficines del govern del país.

### Europa

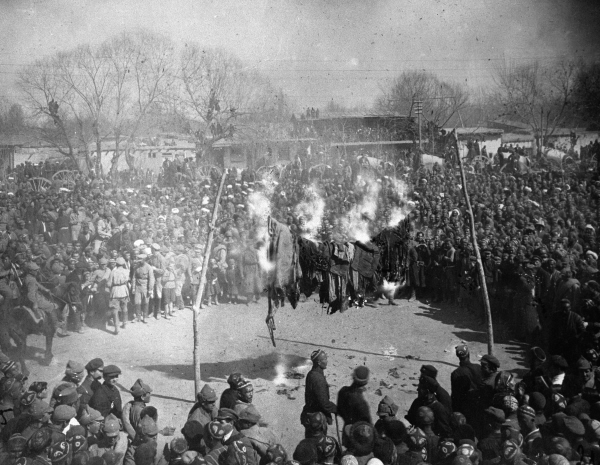
Una cerimònia de crema de vel a l'URSS com a part de les polítiques soviètiques de Hujum

El 15 de març de 2004, França va aprovar una llei que prohibeix símbols o roba a través dels quals els estudiants mostren de manera visible la seva afiliació religiosa a les escoles públiques de primària, secundària i secundària. A la ciutat belga de Maaseik, el niqāb està prohibit des de 2006. El 13 de juliol de 2010, la cambra baixa del Parlament de França va aprovar de manera aclaparadora un projecte de llei que prohibiria portar el vel integral islàmic en públic. Es va convertir en el primer país europeu a prohibir el vel integral als llocs públics, seguit de Bèlgica, Letònia, Bulgària, Àustria, Dinamarca i uns quants cantons de Suïssa els anys següents.
Bèlgica va prohibir el vel integral el 2011 en llocs com ara parcs i carrers. El setembre de 2013, els electors del cantó suís del Ticino van votar a favor de la prohibició del vel facial a les zones públiques. L'any 2016, Letònia i Bulgària van prohibir el burqa als llocs públics. L'octubre de 2017, portar un vel facial també es va convertir en il·legal a Àustria. Aquesta prohibició també inclou bufandes, màscares i pintura de pallasso que cobreixen les cares per evitar discriminar la vestimenta musulmana. El 2016, l'autoritat judicial de supervisió de Bòsnia i Hercegovina va mantenir la prohibició de portar mocadors islàmics als tribunals i institucions legals, malgrat les protestes de la comunitat musulmana que constitueix el 40% del país. El 2017, el Tribunal de Justícia de la Unió Europea va dictaminar que les empreses podien prohibir als empleats l'ús de símbols religiosos visibles, inclòs el hijab. Tanmateix, si l'empresa no té cap política pel que fa a l'ús de roba que demostri idees religioses i polítiques, un client no pot demanar als empleats que treguin la roba. El 2018, el parlament danès va aprovar una llei que prohibeix el vel integral als llocs públics.
L'any 2016, més de 20 ciutats franceses van prohibir l'ús del burqini, un estil de vestit de bany destinat a complir amb les normes del hijab. Posteriorment, desenes de dones van rebre multes, amb unes butlletes que citaven no portar "un vestit respectuós amb la bona moral i el laïcisme", i algunes van ser agredides verbalment pels espectadors quan es van enfrontar amb la policia. L'aplicació de la prohibició també va afectar als banyistes que porten una àmplia gamma de roba modesta a més del burqini. Els mitjans de comunicació van informar que en un cas la policia va obligar una dona a treure part de la seva roba en una platja de Niça. L'alcaldia de Niça va negar que s'hagués obligat a fer-ho i l'alcalde va condemnar el que va qualificar de "provocació inacceptable" de portar roba d'aquest tipus després de l’atemptat terrorista de Niça.
Un equip de psicòlegs de Bèlgica ha investigat, en dos estudis de 166 i 147 participants, si el malestar dels belgues amb el hijab islàmic, i el suport a la seva prohibició de l'esfera pública del país, està motivat per la defensa dels valors de l'autonomia i l'universalisme (que inclou la igualtat), o pel sentiment anti-xenofòbia/prejudicis. Els estudis han revelat els efectes de prejudicis/racisme subtils, valors (valors d'autovaloració i seguretat versus universalisme) i actituds religioses (pensament antireligiós literal versus espiritualitat), en predir nivells més alts d'actituds antivel més enllà dels efectes d'altres variables relacionades com l'edat i el conservadorisme polític.
El 2019, Àustria va prohibir el hijab a les escoles per a nens de fins a deu anys. La prohibició estava motivada per la igualtat entre homes i dones i la millora de la integració social respecte als costums locals. Els pares que enviïn els seus fills a l'escola amb mocador seran multats amb 440 euros. La prohibició va ser anul·lada el 2020 pel Tribunal Constitucional austríac.

## Tipus de vel
El vel islàmic varia en funció de l'època, regió o corrent religiós que se segueixi, de manera que pot estar fet de diferents teles, colors, i servir per a tapar més o menys porció del cos femení.
El que més parts del cos cobreix és el burca, que va de cap a peus deixant només una reixeta lliure per veure l'exterior sense poder ser vista. Els burques solen ser blaus o negres i predominen en zones com l'Afganistan. Després hi ha el nicab, que també tapa tot el cos, però deixa lliure la part dels ulls. El nicab és gairebé sense excepció de color negre i es porta sobretot al golf Pèrsic. Ambdós són variants del vel integral, el més restrictiu.
El xador té en comú amb els anteriors que a part del cap baixa pel cos, formant un vestit únic, però se'n diferencia pel fet que deixa el rostre de la dona lliure. Pot ser de color negre (com la peça més comuna a l'Iran) o de colors variats. El khimar té una forma similar, però és més curt, de manera que arriba només a les espatlles. La xaila és un vel encara més curt, ja que usualment cobreix cabells, coll i començ de les espatlles i, usualment, es porta a joc amb els colors de la resta de la indumentària.
Entre els dos vels menys restrictius, es troben l'amira i el mocador de cap. L'amira tapa els cabells i el coll, mentre que el mocador de cap pot revelar porcions d'aquests. Per aquest motiu, el mocador que deixa al descobert una part de la cabellera és criticat per alguns corrents religiosos per no ajustar-se als manaments del hijab.

## Altres tipus de roba en l'islam
- Abaia
- Amira
- Batula
- Boshiya
- Burca
- Burquini
- Gel·laba
- Hijab
- Khimar
- Nicab
- Xador
- Xaila
- Vel